# NGC 1723
NGC 1723 é uma galáxia espiral barrada (SBa/P) localizada na direcção da constelação de Eridanus. Possui uma declinação de -10° 58' 50" e uma ascensão recta de 4 horas, 59 minutos e 25,9 segundos.
A galáxia NGC 1723 foi descoberta em 12 de Janeiro de 1882 por Ernst Wilhelm Leberecht Tempel.